# Sterrin Smalbrugge
Sterrin Smalbrugge (Rijssen, 28 december 1993) is een Nederlands ecoloog, reptielendeskundige, schrijfster en presentatrice.

## Biografie

### Jeugd en opleiding
Smalbrugge interesseerde zich vanaf jonge leeftijd in reptielen. Haar voorbeeld was Steve Irwin.
Ze studeerde aan de Wageningen Universiteit en bestudeert reptielen over de hele wereld. Ze is ervaren in het hanteren van gifslangen.

### Werk
In 2018 richtte Smalbrugge samen met natuurfotograaf Jason Savage 'The Conservative Front' op, een team van natuurbeschermers.
In 2019 bracht Smalbrugge haar boek Het grote reptielenboek uit, gericht op kinderen.
Daarnaast heeft Smalbrugge verschillende programma's gepresenteerd, zoals De grote reptielenshow, Superhelden van het dierenrijk en Reptielengek (op Videoland).
Smalbrugge stond in het theater met de show Sterrin’s Reptielenreis.

#### Kinderboeken
- 2019 - Het Grote Reptielenboek, ISBN 9789024586110
- 2021 - Sterrins Reptielenreis, ISBN 9789024592388

#### Overig
- 2022 - Het fascinerende leven van reptielen, ISBN 9789464040548

## Trivia
- In 2021 was Smalbrugge een van de deelnemers van het 21e seizoen van het RTL 4-programma Expeditie Robinson. Ze viel als zeventiende af en eindigde daarmee op de tiende plaats.[6]
- In 2023 deed Smalbrugge samen met Mátyás Bittenbinder mee aan het RTL 4-programma De Nieuwsquiz 2023.
- In 2024 deed Smalbrugge samen met Mátyás Bittenbinder mee aan het NPO 1-programma Hunted: Into the Wild VIPS.
- In 2025 deed Smalbrugge samen met Ayoub Louihrani en Wildebras mee aan het NPO 3-programma De Faker.